# Allumage électronique
 (août 2012).
Si vous disposez d'ouvrages ou d'articles de référence ou si vous connaissez des sites web de qualité traitant du thème abordé ici, merci de compléter l'article en donnant les références utiles à sa vérifiabilité et en les liant à la section « Notes et références ».
Pour un article plus général, voir Allumage.
Un allumage électronique est une évolution de l'allumage classique par batterie/bobine des moteurs à allumage commandé.

## Allumage classique
L'allumage classique comportait plusieurs inconvénients :
- Usure du rupteur, provoquant une perte de performance et nécessitant des interventions régulières (réglage voire remplacement des vis platinées),
- Faiblesse relative de la haute tension.
- Angle de came constant
- Usure et dé-reglage, imprécisions des composants mécanique de ce système.
- Impossibilité d’intégrer de nouvelles variables d'entrée pour en améliorer la précision.

## Allumage électronique
La première génération d'allumage électronique a consisté à intégrer un module électronique (schématiquement un transistor de puissance) entre le rupteur et la bobine, afin qu'il se produise moins de courant d'extra rupture au niveau du rupteur, donc moins d'usure, et une tension plus élevée aux bornes de la bobine.
Les tout premiers allumages électroniques ont été développés dès l'invention des transistors de puissance dans les années 1950 : ils étaient utilisés sur les turboréacteurs d'avions de chasse et devaient fournir une très forte étincelle pour assurer le redémarrage d'un turboréacteur éteint après une manœuvre brusque à haute altitude.
Leur emploi s'est ensuite répandu aux moteurs de motos et d'automobiles, ainsi qu'aux moteurs hors-bord marins ; ils se sont révélés particulièrement précieux pour les moteurs 2 temps, brûlant un mélange d'essence et d'huile, en éliminant pratiquement les problèmes d'encrassement de la bougie.

### Allumage électronique à décharge capacitive
Dans un système d'allumage à décharge de condensateur au lieu de stocker l'énergie dans une bobine, on la stocke dans un condensateur puis on applique la tension du condensateur sur la bobine. Cette technique a plusieurs avantages : ne pas augmenter la consommation électrique à bas régime, augmenter notablement l'énergie transmise à la bougie, allonger la durée de l'étincelle et obtenir une combustion plus complète. L'inconvénient de cette technique est une plus grande complexité en raison de la présence d'un convertisseur capable de charger, très rapidement, le condensateur à une tension de 300  à   400 V.

### Allumage électronique - détection magnétique de la position d'allumage
La deuxième génération a consisté à remplacer les rupteurs par un capteur électronique statique (en fait un bobinage fixe), générant un signal électrique lors du passage d'un aimant permanent devant elle. Dans ce montage, il n'y a pas vraiment d'amélioration par rapport au montage précédent, si ce n'est qu'il n'y a plus d'entretien à prévoir au niveau du rupteur qui n'existe plus ici.

### Allumage électronique complet, dits "électronique intégral"
La troisième génération a consisté à remplacer aussi le mécanisme d'avance à l'allumage par un système électronique (en réalité, dans ce cas, le système est réglé sur pleine avance) et un retardateur électronique introduit le retard nécessaire à la situation du moteur.
Introduit dans les années 1970, l'allumage électronique s'est généralisé sur de nombreuses catégories de moteurs (automobiles, motos, etc.) à partir des années 1980.
De nombreux collectionneurs adaptent un allumage électronique sur des véhicules anciens, permettant de faciliter le démarrage, d'obtenir des performances plus constantes et un entretien réduit, sans dénaturer l'esthétique ou le caractère du véhicule.
La généralisation de l'allumage électronique a grandement contribué à partir des années 80 à la fiabilité des moteurs marins de type hors-bord dont les rupteurs "vis platinées" étaient très sensibles à l'humidité saline. Les composants électroniques sont dans un boitier étanche, scellé à la résine, et incorporant des cristaux siccatifs. Les seules parties vulnérables de l'allumage sur ce type de moteur restant la bobine « haute tension » et le câble la reliant à la bougie, qui doit être parfaitement isolé de la masse métallique du bloc moteur.